# Billboard
A Billboard egy hetente megjelenő amerikai zenei magazin. Számos, nemzetközileg elismert és etalonnak számító slágerlistát tartalmaz, amelyeken a legnépszerűbb zeneszámok, illetve nagylemezek szerepelnek, különféle kategóriákba sorolva. A legjelentősebb listája a Billboard Hot 100 („A 100 legforróbb”), amely a 100 leghallgatottabb dalt szerepelteti, műfajtól függetlenül. Ennek megfelelője az album kategóriában a Billboard 200 lista, amely a 200, az Egyesült Államokban legtöbb példányban eladott zenei albumot tartalmazza. A Billboard hivatalos honlapja angol és spanyol nyelven érhető el.
A magazint Billboard Advertising címmel 1894-ben alapította William H. Donaldson és James H., eredetileg havonta megjelenő, nyolcoldalas hirdetőújság volt. Néhány évvel később bővült a profilja, címe „The Billboardra” rövidült, és cirkuszi mutatványokkal, karneválokkal, vásárokkal, fesztiválokkal és vidámparkokkal kapcsolatos eseményekről szólt. Később egyre nagyobb teret kapott benne a zene is, olyannyira, hogy az 1950-es években az összes többi témát kivették belőle, és egy másik, független magazinba tették át.